# A harmadik ember
A harmadik ember (The Third Man) 1949-ben bemutatott brit bűnügyi film. Carol Reed alkotása egyike a legismertebb film noiroknak. A forgatókönyvet saját művéből Graham Greene írta, a társírók Carol Reed, Orson Welles és Korda Sándor voltak. A főszerepekben Joseph Cotten, Alida Valli és Orson Welles látható.

## Cselekmény
A helyszín Bécs, nem sokkal a második világháború után. A romokban heverő, áruhiánnyal küszködő városban virágzik a feketepiac. Ide érkezik Holly Martins író, hogy találkozzék gyerekkori barátjával, Harry Lime-mal, aki valamilyen munkát ígért neki. Lime-ot azonban elüti egy autó, Martins így már csak a temetésén tud részt venni. A helyi rendőrségtől és Lime barátaitól viszont arról értesül, hogy Lime kétes ügyekbe keveredett, és halálát gyanús körülmények övezték. Martins ezután a romos városban elszántan igyekszik kideríteni, ki vagy ni állhat barátja halála mögött. Beleszeret Annába, Lime barátnőjébe. A fejlemények új irányt vesznek. Kiderül, hogy Lime nem is halt meg, de már régóta nem az az ember, akinek Martins ismerte…

## Szereplők
| Szerep          | Színész            | Magyar hang (1. szinkron) | Magyar hang (2. szinkron) |
| --------------- | ------------------ | ------------------------- | ------------------------- |
| Holly Martins   | Joseph Cotten      | Haás Vander Péter         | Sörös Sándor              |
| Anna Schmidt    | Alida Valli        | Kovács Nóra               | Makay Andrea              |
| Harry Lime      | Orson Welles       | Mihályi Győző             | Háda János                |
| Calloway őrnagy | Trevor Howard      | Dörner György             | Tarján Péter              |
| Paine őrmester  | Bernard Lee        | F. Nagy Zoltán            | Galbenisz Tomasz          |
| Kurtz „báró”    | Ernst Deutsch      | Szersén Gyula             | Várkonyi András           |
| Portás          | Paul Hörbiger      | Szabó Ottó                | Konrád Antal              |
| Crabbin         | Wilfrid Hyde-White | Kun Vilmos                | Szokolay Ottó             |

## Magyarul
- Graham Greene: A harmadik. Bűnügyi regény; ford. Békés András; Zrínyi, Bp., 1983